# Molins d'en Carabina
Els Molins d'en Carabina és una obra romànica de Cabó (Alt Urgell) inclosa a l'Inventari del Patrimoni Arquitectònic de Catalunya.

## Descripció
Edifici de planta baixa i un pis, amb teulada a doble vessant i el carener paral·lel a la façana principal. Ha estat molt modificat al llarg del temps però un parament de la cara nord i la porta d'arc de mig punt corresponen a les estructures originals.

## Història
Conjunt format per dos molins. El primer està situat més lluny del riu, es feia servir per moldre farina per al bestiar i d'aquest només en resta la bassa. L'altre, del que es conserva el casal, està situat a prop del riu i es feia servir per moldre farina pel consum humà. És possible que els molins que es documenten l'any 1068 a Favà siguin aquests, malgrat que, per la seva situació, no queda clar si pertanyien al municipi de Cabó o de Favà.